# Don't Worry, Be Happy (album)
Album Don't Worry, Be Happy bylo vydáno jako výběr nejlepších nahrávek Bobbyho McFerrina po velkém úspěchu alba Simple Pleasures a především písně Don't Worry, Be Happy, která dala tomuto albu jméno.

## Track listing
1. Don't Worry, Be Happy – 4:51
2. Turtle Shoes – 3:34
3. Another Night In Tunisia – 4:14
4. Even For Me – 6:37
5. Manana Iguana – 2:23
6. Drive – 3:57
7. I Hear Music – 3:54
8. Walkin' – 5:38
9. 'Round Midnight – 7:57